# Palazzo Sacchetti

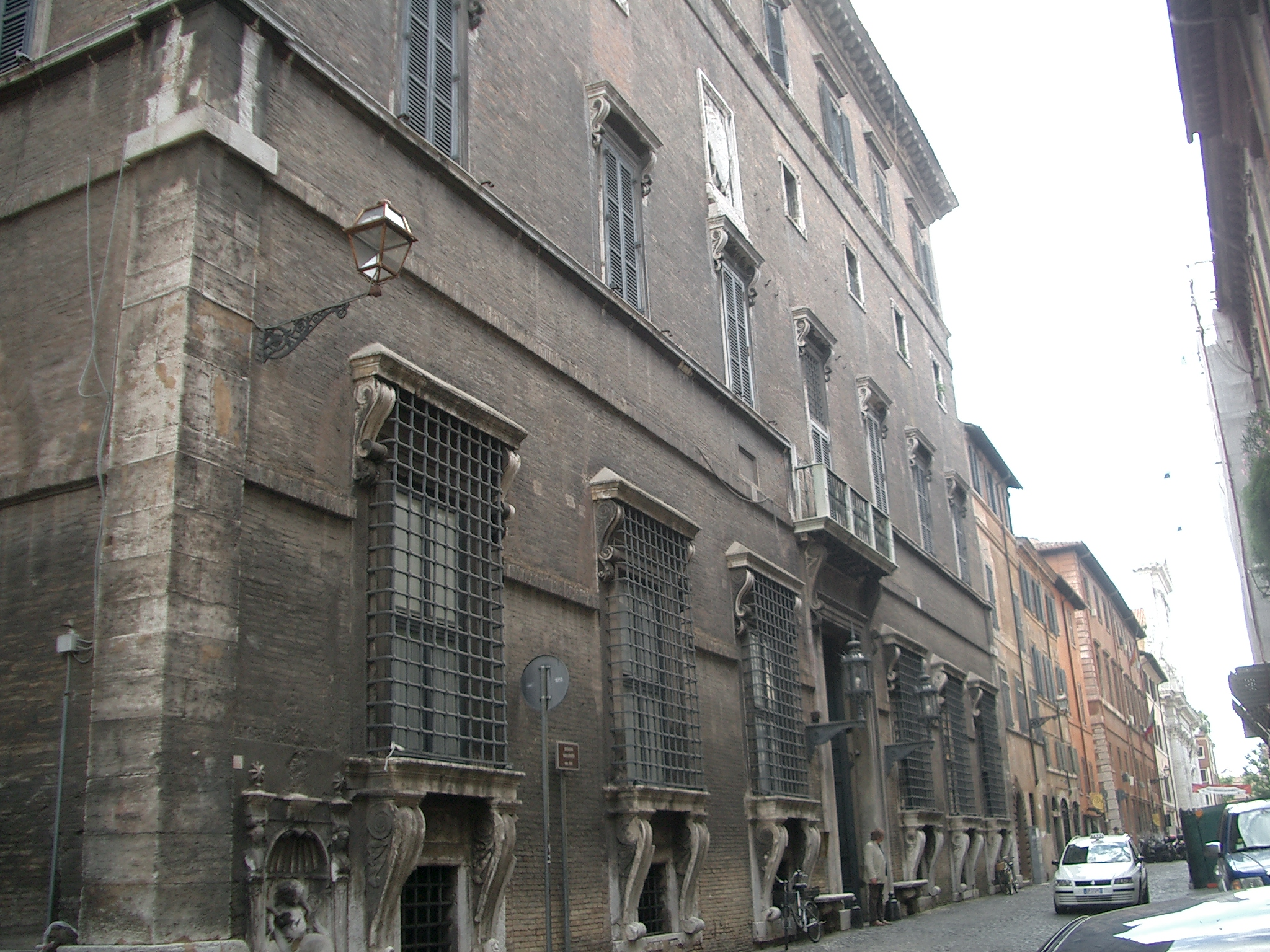
Palazzo Sachetti

Palazzo Sacchetti is een bouwwerk gelegen aan de Via Giulia 66 te Rome en kijkt achteraan uit op de Tiber.

## Geschiedenis
In opdracht van paus Julius II werd de straat in de 16de eeuw heraangelegd. Het palazzo da Sagallo werd zo gebouwd in 1542 voor en door architect Antonio da Sagallo. Hij is de architect van onder andere Palazzo Farnese. Bij zijn overlijden kocht kardinaal Giovanni Ricci Montepulciano het gebouw om het door te verkopen aan de Florentijnse familie Sacchetti.
Ingeborg Bachmann woonde in Palazzo Sacchetti gedurende haar verblijf te Rome. Ze sterft er ook doordat er brand uitbrak in haar slaapkamer.
Het gebouw bezit enkele fresco's waaronder landschappen van Michiel Gast uit 1555.

## Externe links

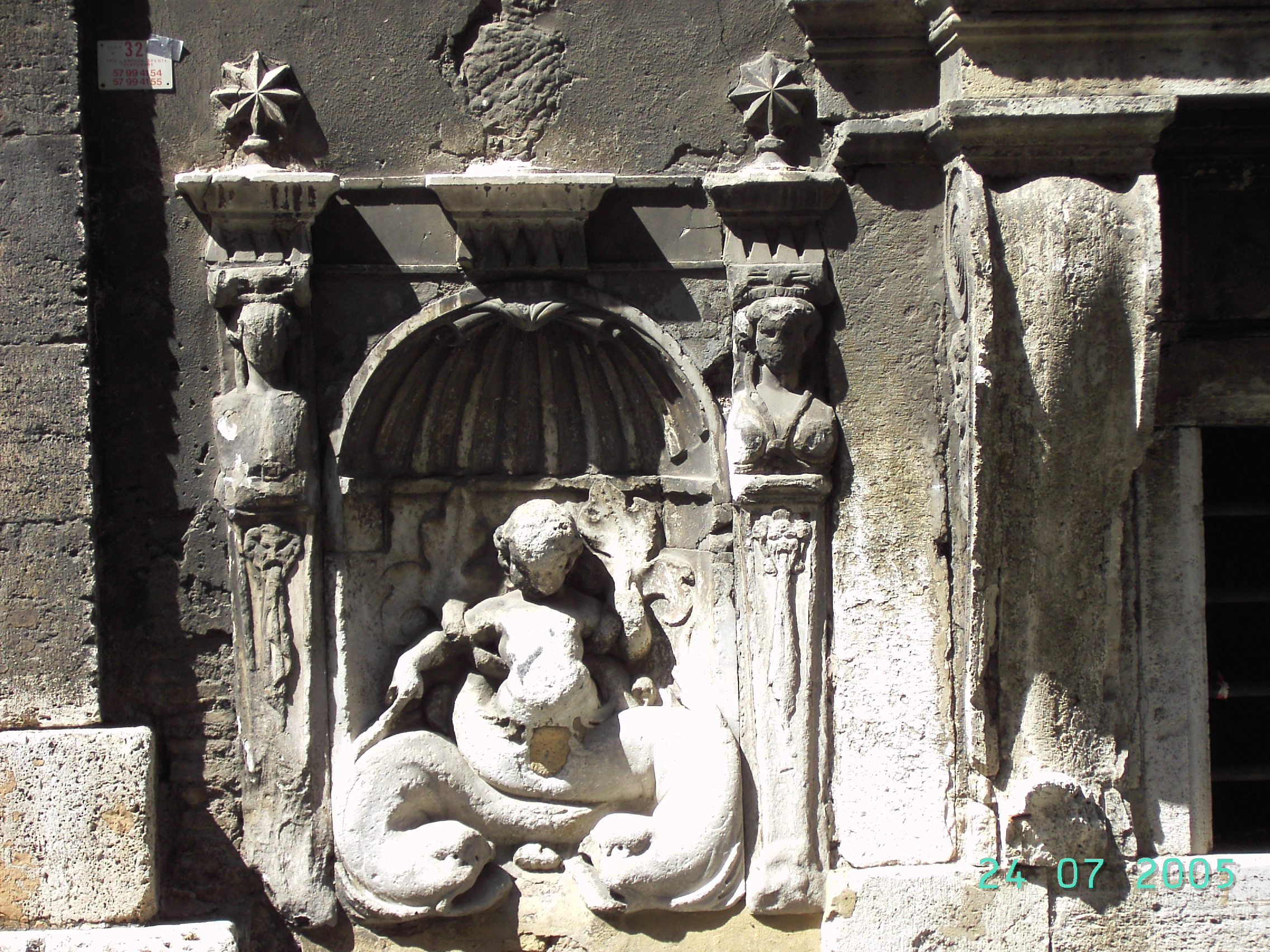
Minifontein aan de voorgevel links
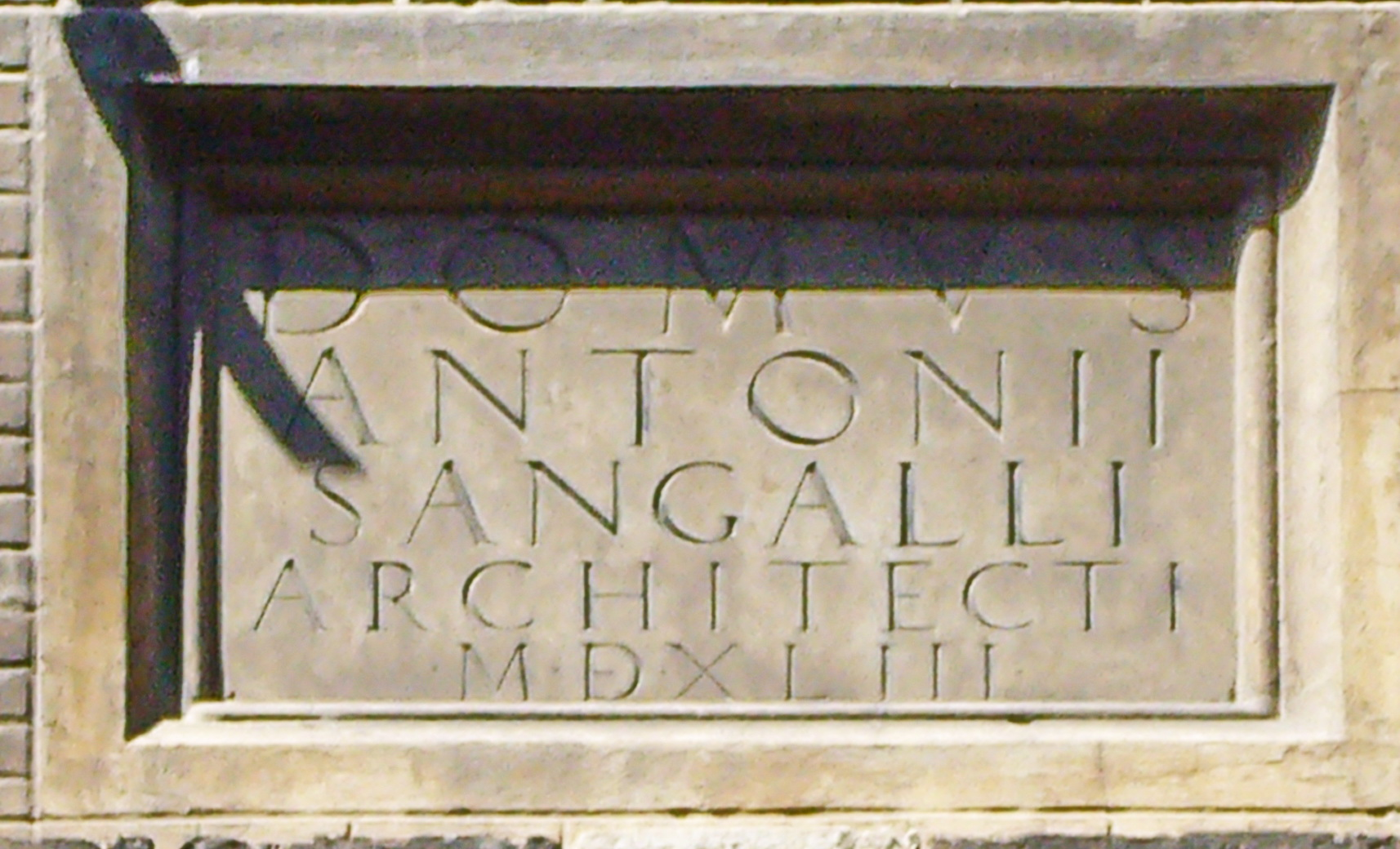
Inscriptie van architect da Sagallo
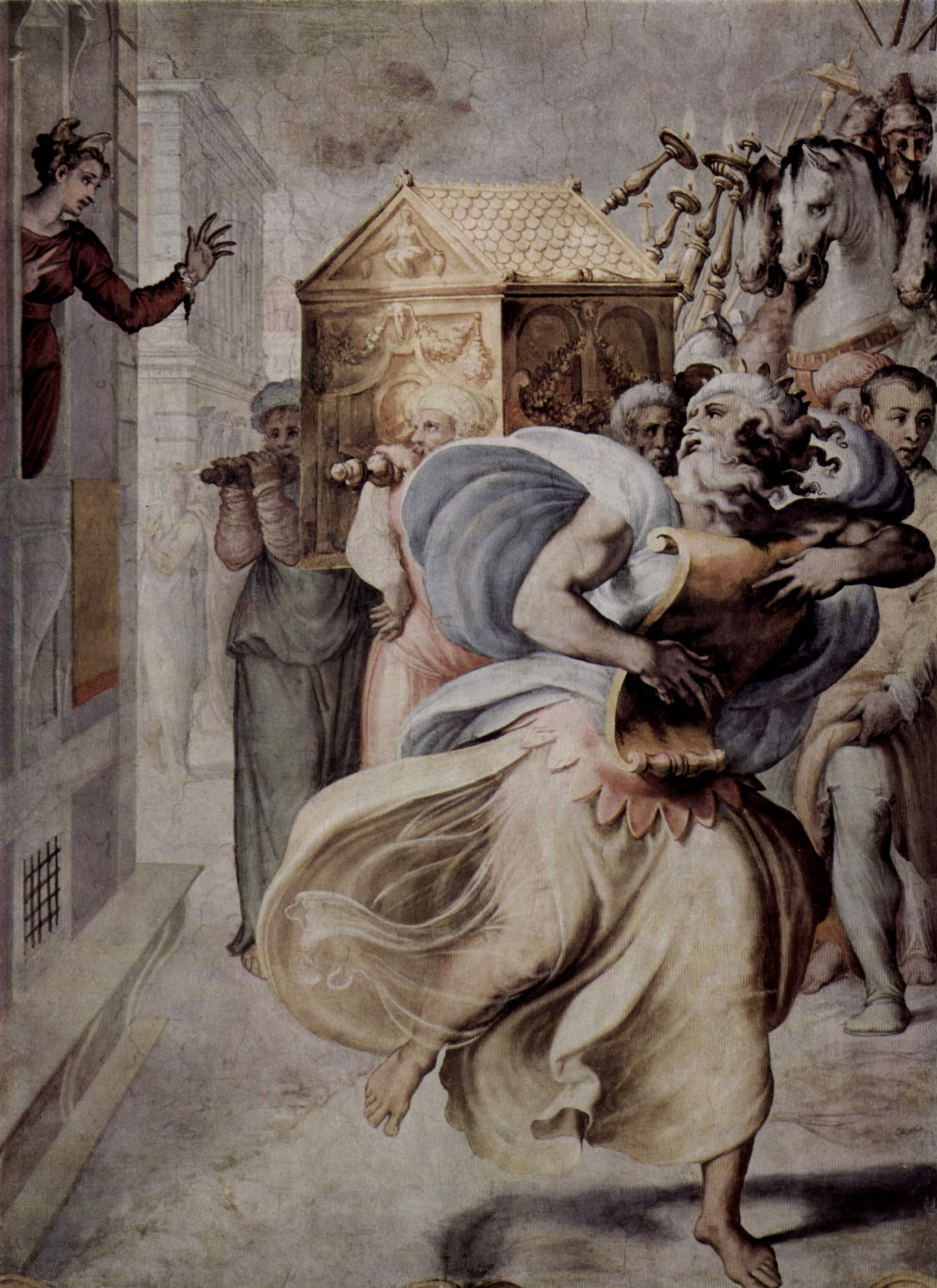
Fresco van Francesco de' Rossi (Francesco Salviati)
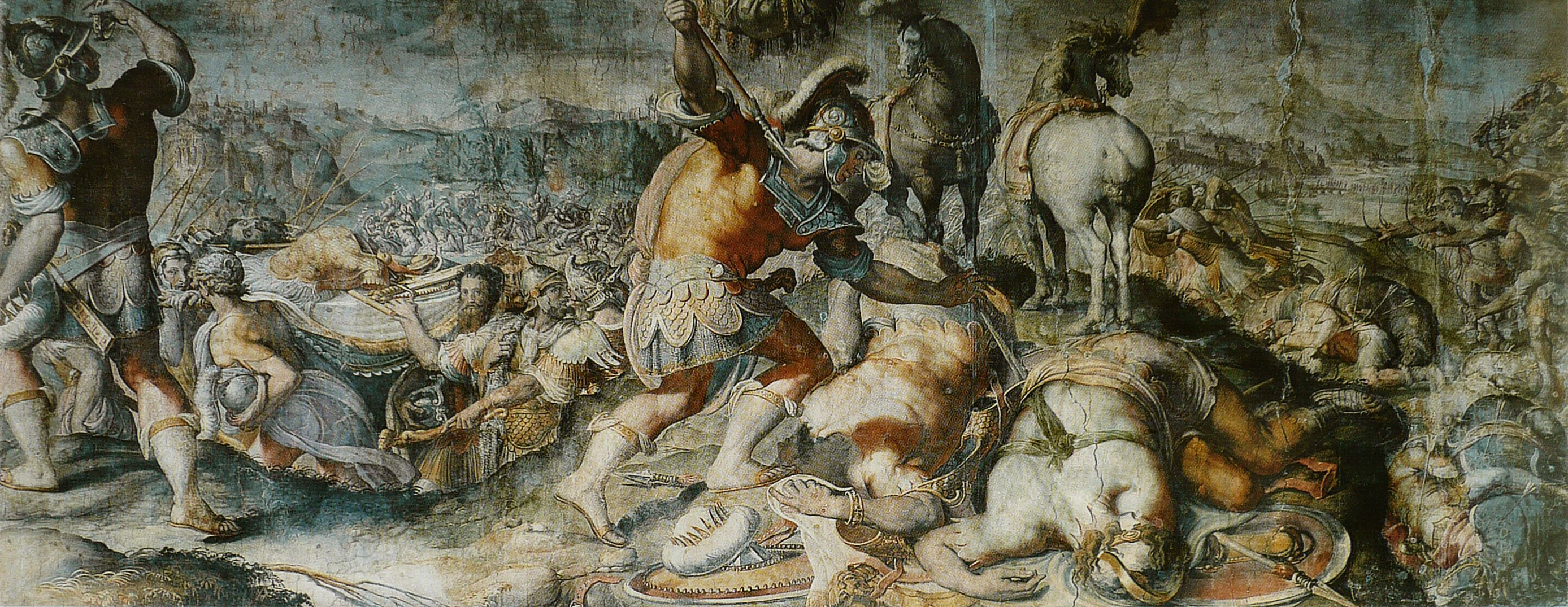
Fresco van Francesco de' Rossi (Francesco Salviati)
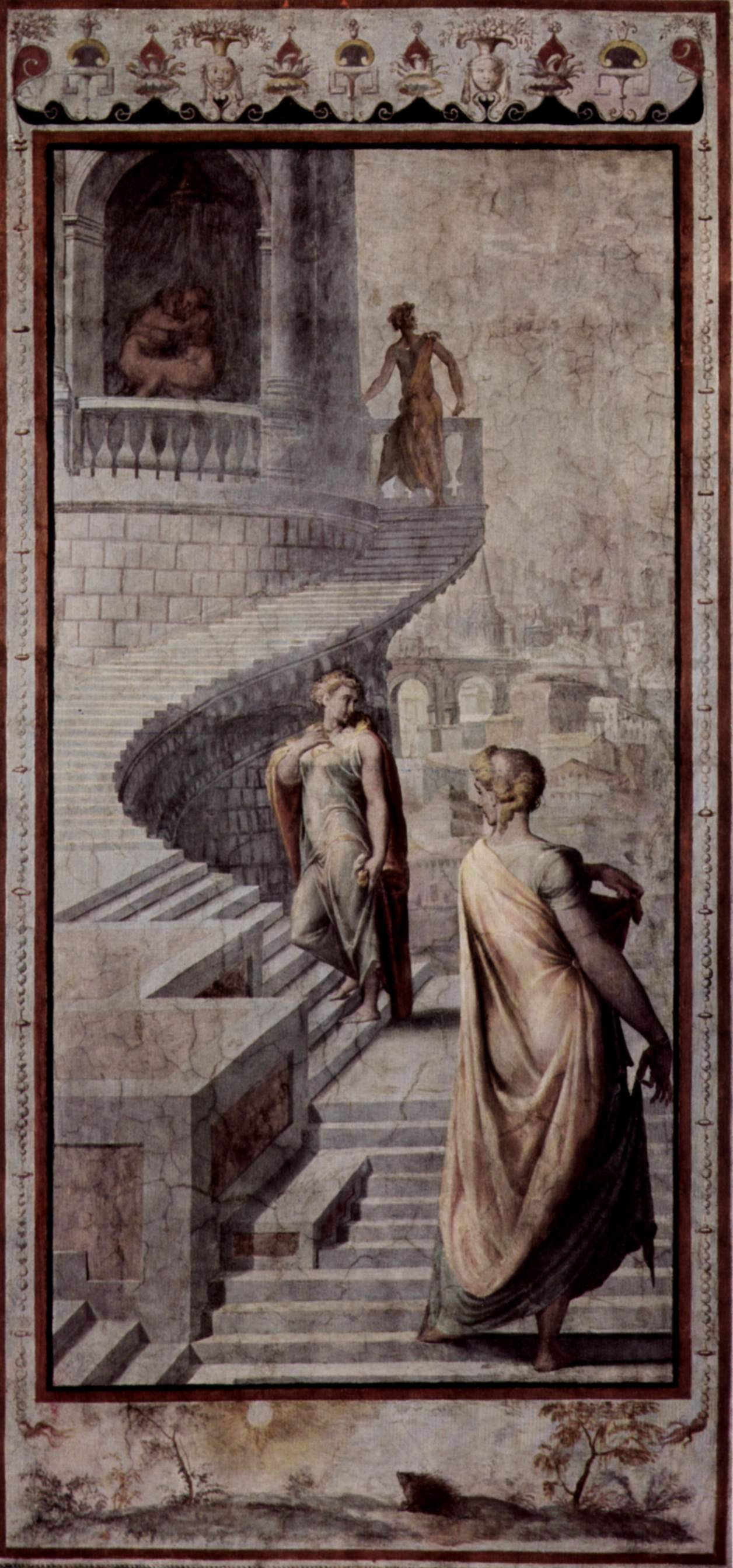
Fresco van Francesco de' Rossi (Francesco Salviati)
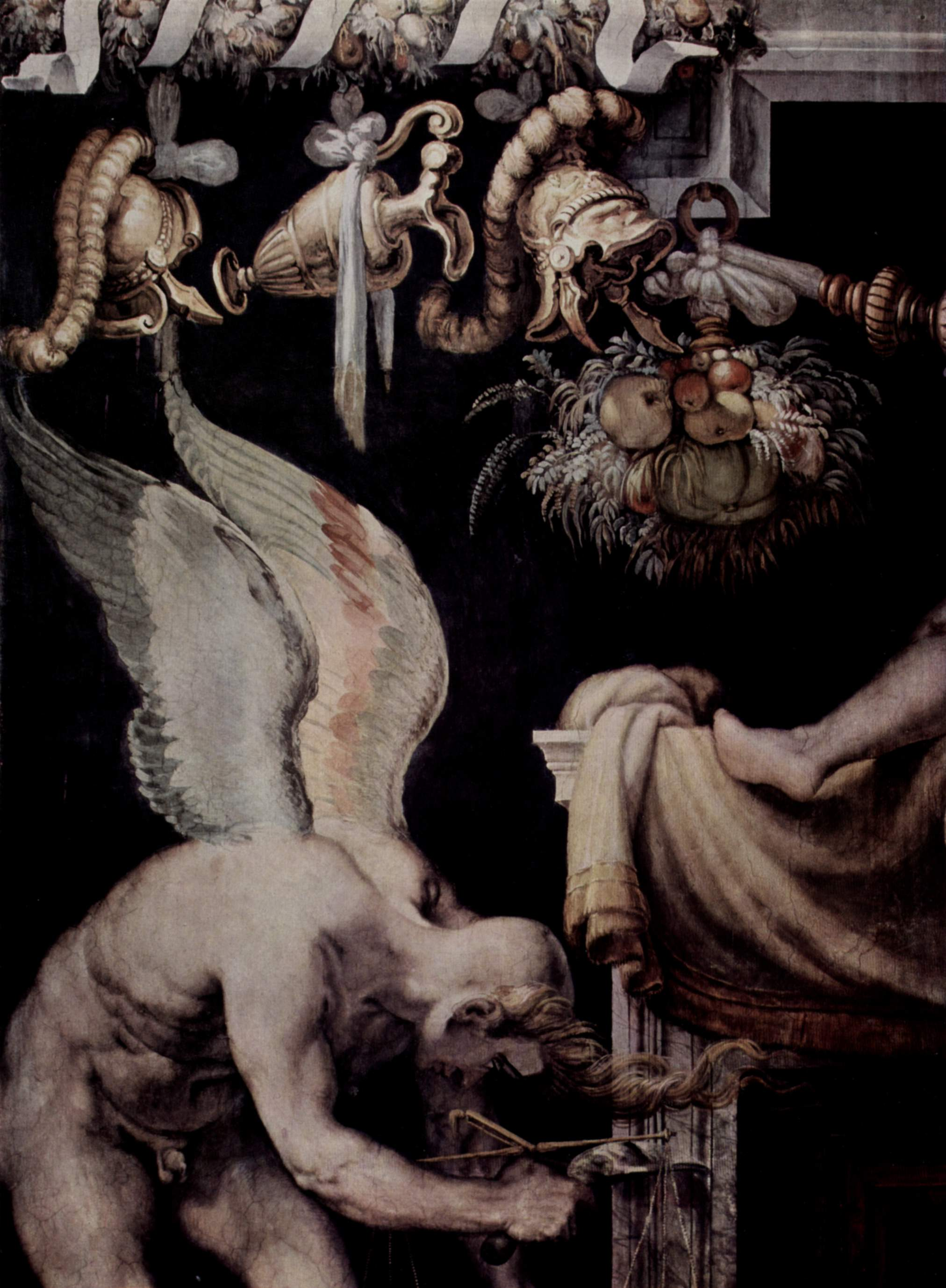
Fresco van Francesco de' Rossi (Francesco Salviati)
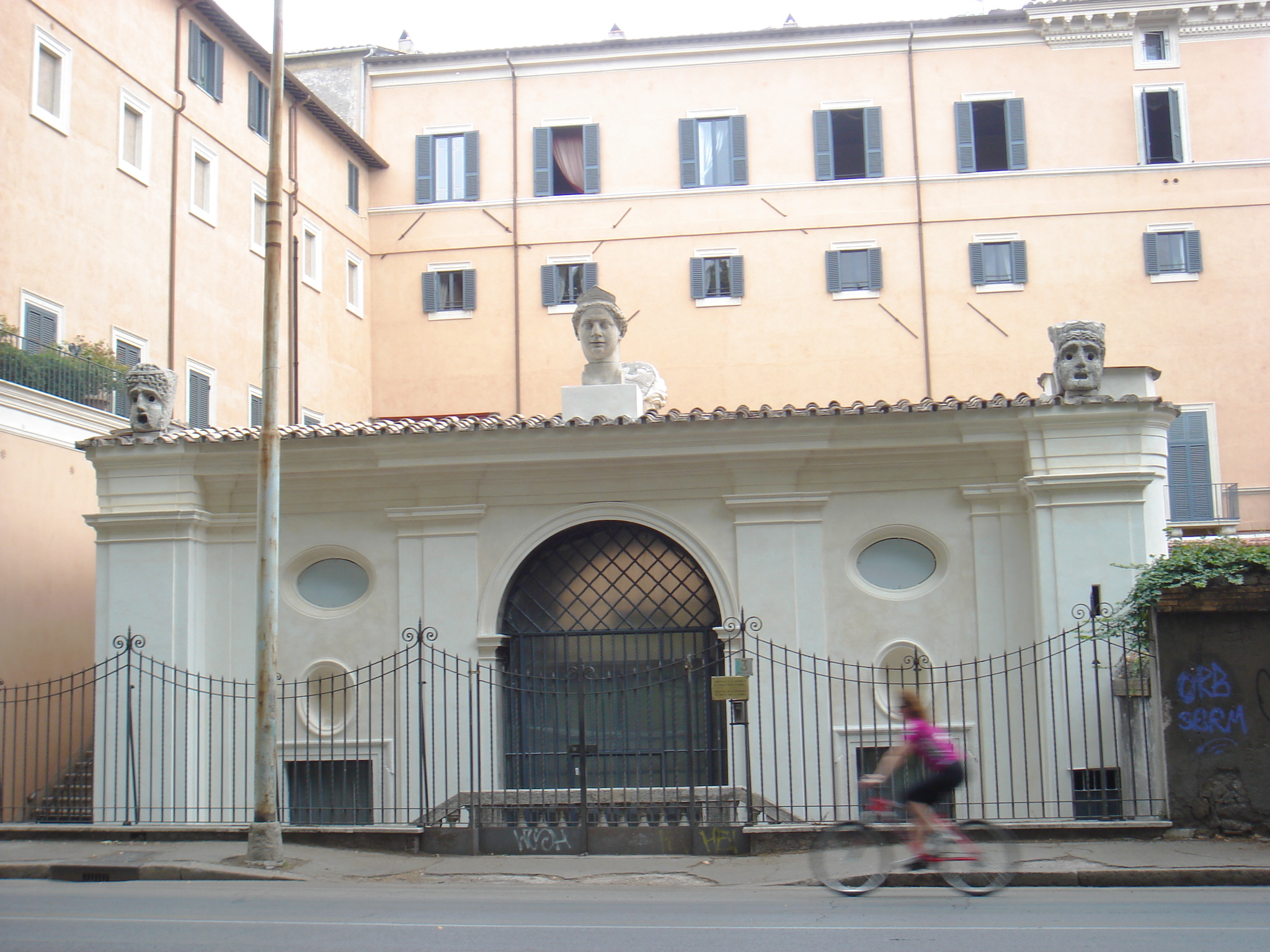
Achtergevel